# Allofon
En allofon är ett språkljud: en variant av ett fonem i en viss språklig varietet som trots skiljande uttal inte kan ändra betydelsen av ett ord. Ett exempel är standardsvenskans olika r‑ljud: Svensktalande kan använda tungrots-r eller tungspets-r eller båda, men det finns inget minimalt ordpar, inget par av ord som skiljer sig åt enbart genom att det ena har tungrots‑r och det andra tungspets‑r.

## Fri variation och komplementär distribution
Det finns två slags allofoni: 
- allofoner som står i fri variation till varandra, och
- allofoner som har komplementär distribution.[1]

De svenska r‑ljuden är ett exempel på fri variation: Alla olika svenska r‑ljud – alla svenska /r/‑allofoner – kan uppträda var som helst utan att ändra betydelsen.
Komplementär distribution betyder att en allofon alltid används i en viss ljudomgivning, och en annan allofon i en annan ljudomgivning, i en viss språklig varietet. Ett exempel är det standardsvenska ö‑ljudet – fonemet /ø/. Det finns två olika omgivningar för detta fonem: 
- antingen kommer fonemet /r/ efter fonemet /ø/, som i ⟨dör⟩,
- eller kommer inte fonemet /r/ efter fonemet /ø/, som i ⟨död⟩.[b]

(Vinkelparenteser ⟨ ⟩ betyder att ord skrivits med grafematisk transkription, vanlig stavning).
Före /r/ uttalar en majoritet av standardsvensktalande /ø/ med ett öppet uttal, som fonetiskt skrivs [œ]; i alla andra ställningar har /ø/ ett slutet uttal, som fonetiskt skrivs [ø]. Det svenska fonemet /ø/ har alltså allofonerna [œ] och [ø] i komplementär distribution. (Hos många standardsvensktalande födda från slutet av 1900‑talet och senare har skillnaden mellan [œ] och [ø] försvunnit; de kan inte undersöka detta fall av allofoni genom att lyssna till sitt eget tal.)
För enkelhets skull användes exempel med två allofoner ovan, men ett fonem kan ha tre eller fler allofoner.
Ett system av fonem och allofoner är ofta specifikt för en viss språklig varietet. Detta är orsaken till att hänvisning görs till vilken varietet som avses när allofoni diskuteras, till exempel standardsvenska. En annan varietet, till exempel en lokal svensk dialekt, har kanske inte samma uppsättning av fonem och allofoner. 

### Påvisande av allofoni
Allofoni föreligger när man kan höra att ett språkljud har varianter, men det inte är möjligt att finna ett minimalt ordpar, alltså ett ord där byte av variant ändrar betydelsen av ordet. På sin höjd ger byte av variant ett ovanligt eller dialektalt intryck.
Om man dessutom kan finna regler för att icke betydelseändrande varianter distribueras lagbundet och inte valfritt, föreligger som ovan nämnts komplementär distribution.
Lekmannen är ofta inte medveten om allofoni. Orsaken är att fonem är abstrakta psykologiska enheter. Eftersom talaren psykologiskt föreställer sig samma fonem i alla olika positioner är det svårt att frigöra sig från detta och höra att allofoner av ett fonem kan uttalas på ganska olika sätt i ens modersmål. Allofonerna av /t/ i ⟨rutten⟩ och ⟨ruttna⟩ är fonetiskt mycket olika ljud i svenska, vilket kan vara är svårt att inse. Andra fall av allofoni kan vara allmänt kända och emblematiska, som att svensktalande använder olika r‑ljud för att framhäva sitt ursprung.

## Vetenskapliga beteckningar

### Fonetisk transkription av foner
I modern lingvistik används Internationella fonetiska alfabetet (IPA). IPA används i fonetiken för att beteckna ljud som fysikaliskt sett är olika. Fonetiska symboler står inom hakparentes: [ø]. Om en standardsvensktalande till exempel säger ⟨död⟩, så finns en fon [ø] i mitten av ordet, och säger personen ⟨dör⟩ finns en fon [œ] i mitten. Dessa beteckningar på foner syftar på fysikaliska förhållanden. Sådana fysikaliska förhållanden är att man kan visa med mätinstrument när försökspersonen säger ⟨död⟩ och ⟨dör⟩ att fonerna [ø] och [œ] i de två orden är sammansatta av toner, och att tonerna i [ø] skiljer sig åt i frekvens enligt ett visst matematiskt förhållande, och att detta matematiska förhållande mellan ingående toner är ett annat i fonen [œ]. I ett typiskt fall kan en talande person antas säga en fon [ø] genom att frambringa ett ljud som är starkast i tonområdena 350 Hertz och 1750 Hertz (utöver grundtonen). För en fon [œ] kan dessa så kallade formanter förväntas vara 480 och 1700 Hertz.

### Fonematisk transkription och allofoner inom fonologin
Allofoner tillhör däremot fonologin, som inte främst tar fasta på ljudens fysikaliska karaktär, utan beskriver hur de tillsammans formar ett system för att signalera betydelseskillnader i en viss språklig varietet. I standardsvenska finns ett fonem /ø/, men i fonologin definieras det inte främst genom att det uttalas på ett visst sätt, utan att det skiljer sig från alla andra standardsvenska fonem, som /y/: ⟨dör⟩ är ett annat ord än ⟨dyr⟩ eftersom ett fonem skiljer.
Fonem betecknas genom att man använder det Internationella fonetiska alfabetets symboler, men byter ut hakparenteserna mot snedstreck: / /. Genom att byta ut parenteserna ändras IPA‑symbolerna från att vara fonetiska symboler till att vara fonologiska symboler.
Allofoner, som är ett begrepp inom fonologin, betecknas med symboler hämtade från fonetiken: Det finns ett standardssvenskt fonem /ø/, och detta fonem har allofonerna [ø] och [œ]. Allofonbeteckningarna [ø] och [œ] är alltså inom fonologin inte precis samma sak som när [ø] och [œ] används inom fonetiken för att beteckna foner. Allofoner är en typ av ljud, medan foner är  fysikaliska händelser när en talare uttalar språkljud.

### Val av beteckning på fonem
Av exemplet framgår att man tar beteckningen för en av allofonerna, och sedan använder den som beteckning för hela fonemet, fast med snedstreck runt symbolen. Av de två symbolerna [ø] och [œ] väljer alltså fonologer den ena och använder den som symbol för hela fonemet. Man väljer en allofon som ”huvudallofon”, enligt principen att ”[e]n av fonemets allofoner betraktas som huvudallofon, det uttal fonemet får när ingenting annat påverkar”.
Eftersom det alltid finns en omgivning som påverkar är det teoretiskt komplicerat att välja symbol för ett fonem som har allofoner. Det har hävdats att valet i princip är godtyckligt. Ofta används symbolen för den vanligaste allofonen, som inte betraktas som ett specialfall. I fallet med fonemet /ø/ kan allofonen [ø] anses vara normalfallet, och [œ] ett specialfall före /r/. 
Men i vissa fall används konventionellt den enklaste symbolen som beteckning för hela fonemet. Det standardsvenska fonemet /t/ har allofonen [tʰ] som i ⟨teg⟩ (fonetiskt [tʰeːg]) och allofonen [t] som i ⟨steg⟩ (fonetiskt [steːg]). Trots att den aspirerade allofonen [tʰ] är så vanlig, närmast ett normalfall, används symbolen /t/ för hela fonemet. 
Lekmannen behöver blott notera att fonem ofta har allofoner (som [ø] och [œ]), och att fonologer traditionellt använder en av symbolerna som beteckning på hela fonemet, fast mellan snedstreck: i detta fall /ø/.

## Stötestenar för lekmannen
Några av punkterna ovan förklaras här ytterligare eftersom de ofta förvirrar.
- Fonetik och fonologi är skilda forskningsområden. Fonetiken studerar foner, som är fysikaliska händelser när en talare faktiskt säger ljud i artikulerat tal.[9] Ordet ⟨jojo⟩ består av fyra foner efter varandra. Tal beskrivs fonetiskt med fonetisk transkription, som i princip motsvarar en ljudfil. Poängen med fonetisk transkription är att de beskrivna fonerna faktiskt låter på ett visst sätt, som är definierat för varje fonetisk symbol. Fonologin däremot studerar de mer abstrakta enheterna: fonemen. Genom språkutveckling kan fonem få ett ändrat uttal, som till exempel att vissa skåningar i ganska sen tid har börjat säga ”faur å meor” i stället för ”far å mor”, men det ändrar ingenting i det fonologiska systemet, eftersom fonem‑enheterna behålls intakta och åtskilda. Fonologi kan även kallas ”fonematik”.[10] Detta språkbruk ger ett ännu tydligare motsatspar: fonetik studerar foner; fonematik studerar fonem.

- Fonetisk transkription görs med Internationella fonetiska alfabetet inom hakparentes. Fonem betecknas också med symboler från Internationella fonetiska alfabetet, men de upphör att vara fonetiska symboler när de sätts inom snedstreck. En vanlig missuppfattning är att ”skriva fonetiskt” är samma sak som ”skriva som det låter”. Men i praktisk stavning är ”skriva som det låter” oftast samma sak som att ”skriva fonematiskt”; lekmän känner till ordet ”fonetisk”, men vanligen inte ”fonematisk”. Till exempel, ⟨spåtta i påttan⟩ är en fonematisk skrivning av ⟨spotta i pottan⟩ (med vanliga svenska bokstäver i stället för IPA). En ”fonetisk” skrivning av ⟨spotta i pottan⟩ skulle bland annat kräva att symbolen för första ljudet i ⟨pottan⟩, ett aspirerat ljud, är annorlunda än symbolen för andra ljudet i ⟨spotta⟩.

- En symbol inom hakparentes som [ø] kan betyda två olika saker:
  - dels en fon, som är en beskrivning av en fysikalisk händelse när en person faktiskt säger ett ljud;
  - dels en allofon som är en typ av ljud: en variant av ett fonem.

- En fonetisk (eller fonematisk) symbol kan vara modifierad med ett litet tillägg, men är fortfarande en symbol. Ett exempel är [tʰ] i [tʰeːg] ⟨teg⟩. Trots modifieringen med ett ʰ är [tʰ] bara en symbol.